# Saâne
Die Saâne (manchmal auch Saane geschrieben) ist ein Küstenfluss in Frankreich, der im Département Seine-Maritime in der Region Normandie verläuft. Sie entspringt am östlichen Ortsrand von Yerville, entwässert im Oberlauf in östlicher Richtung, schwenkt dann nach Norden, durchquert die Naturlandschaft Pays de Caux und mündet nach rund 40 Kilometern an der Gemeindegrenze von Sainte-Marguerite-sur-Mer und Quiberville in den Ärmelkanal.

## Orte am Fluss
(Reihenfolge in Fließrichtung)
- Bourdainville
- Val-de-Saâne
- Auzouville-sur-Saâne
- Biville-la-Rivière
- Brachy
- Gueures
- Ouville-la-Rivière
- Longueil
- Sainte-Marguerite-sur-Mer
- Quiberville Plage, Gemeinde Quiberville